# Пъстрина (квартал)
„Пъстрина“ е квартал на Монтана, намиращ се в югоизточната част на града, в близост до изхода за София и Враца. Границите на квартала са бул. „Александър Стамболийски“ на север, ул. „Никола Вапцаров“ на запад, ул. „Асен Златаров“ на юг и пътя за Берковица на изток.
Носи името на възвишението Пъстрина, намиращо се в близост до града.
Застроен е както с къщи, така и с тухлени блокове.
В квартала се намира 5 СОУ „Христо Ботев“, функционират детска градина и детска ясла, както и Специализирана болница за активно лечение по нервни болести "Свети Георги".